# Peel Session (Autechre)
Peel Session è un EP del duo di musica elettronica britannico Autechre, pubblicato nel 1999.

## Il disco
L'EP consiste di materiale registrato per le sessioni di John Peel della BBC Radio 1.

## Tracce
1. Milk DX – 6:04
2. Inhake 2 – 8:36
3. Drane – 10:49

## Formazione
- Sean Booth
- Rob Brown